# 公共交通協調政策
公共交通協調政策是香港政府運輸署於1985年推行的一項公共交通政策，目的是鼓勵新界市民使用鐵路出入市區，亦減少市區的交通流量，可謂早期的「保鐵政策」及三年一改政策。
香港政府在1990年發表的《邁向21世紀：香港運輸政策白皮書》中，對公共交通協調政策有以下描述：
| 公共交通工具的協調政策，旨在讓不佔用路面或能夠經濟地使用路面的交通工具優先使用道路，並盡量減低惡性競爭。如果缺乏適當協調，在需求量大的地區，若干交通服務會供過於求，這樣不但會令繁忙的道路更加擠塞，而且會危害各類公共交通工具的經營能力和效率，導致加價，最終使乘客選擇減少，以及在人口少的地區構成交通服務不足的惡性循環。 |

## 新開辦路線限制
根據該政策，新開辦的巴士路線有以下限制： 
- 市區路線：
  - 不能在鐵路車站400米範圍以內設置車站、途經或以一個鐵路車站為總站；若在鐵路車站400米以外設置車站，開辦有關路線不會受此政策限制。
  - 起屹點均位處鐵路走廊，或以鐵路走廊為中心的服務，除非走線與鐵路走廊有顯著差別，否則不會批准開辦。
  - 與鐵路走廊平行的路線，重疊路段不能超過四個鐵路車站，且不得超過全程行車里數的一半。
- 新界西部（青衣除外）之屋邨線，走線不准過九龍深水埗欽州街。
- 新界東部及青衣路線，走線不准過九龍旺角亞皆老街。
- 屯門、元朗市中心路線，走線不准過九龍佐敦佐敦道。
- 除非市區走線與終點站遠離鐵路走廊，不得開辦由荃灣市中心、葵涌市中心（不包括青衣）的巴士路線。
- 除非走線及總站遠離鐵路車站及鐵路走廊，巴士公司不可開辦九龍市區或新界區來往香港島之過海路線。
- 准許開辦新界東來往觀塘、長沙灣及荃灣的新路線。
- 另外為鼓勵新界東部屋邨使用鐵路出入，鼓勵九巴開設接駁九龍塘站的巴士線（81M/82M/88M）。但北區、大埔及城門河以北的沙田（即九廣東鐵沿線範圍）接駁地鐵的路線，不准以九龍塘站作總站。

例如於1986年10月19日開辦的68A，原計劃市區以旺角為總站，但因為受此政策影響，市區總站縮短至當時的深水埗碼頭。
當年的深水埗碼頭／大角咀碼頭作總站，一方面滿足新界居民能有巴士線往市區，亦能讓新界西居民乘船過港島，以及中國大陸及澳門（因為以前未有尖沙咀中國客運碼頭，來往中國大陸及香港的船隻以深水埗碼頭／大角咀碼頭為香港的總站。）當然，只往深水埗／旺角肯定不能滿足新界居民（尤其是當時新界西屋邨巴士只能到達深水埗），但為了減少繁忙市區的交通流量，便安排新界區的市中心線不准過佐敦道碼頭，方便新界居民於市中心再接駁區內線返家，直至西區海底隧道在1997上半年通車為止。

## 放寬政策
新界各區開辦往觀塘的路線不受當年「公共交通協調政策」所影響，是因為新界居民使用鐵路往返九龍東需要轉車（新界東為九龍塘，而新界西為太子），而不及一程巴士方便。另外新界新市鎮居民（特別是沙田區居民），不少原先是因應九龍東舊屋邨重建而遷入；而且他們的工作地點／就讀學校仍維持九龍東區，阻撓九巴開辦新界至九龍東巴士線會引起民憤。
一個特別的例外是，當1988年9月18日九廣輕鐵通車時，運輸署實施「輕鐵專區」，屯門、天水圍至元朗市中心間內的交通改由九廣輕鐵及接駁巴士負責，以免輕鐵受過大的競爭。運輸署為安撫九巴、屯門區議員及居民，便容許當時開辦屯門至旺角的新線，當時有59X、66X及67X，但只是旺角而已。
「公共交通協調政策」遭受當時居民及區議員猛烈抨擊，認為是偏幫鐵路，剝奪市民的選擇權，直至1988年，由於香港地鐵及九鐵已經飽和，地鐵更於1988年5月實施繁忙時間附加費，使鐵路運載達至80,000人以下的安全水平，才放寬此政策。第一條因放寬「公共交通協調政策」而受惠的，便是1989年1月16日起開闢營辦的81C線，由馬鞍山耀安邨經沙田至尖沙咀東（現已遷往尖沙咀東（麼地道），並於早上繁時分拆出281B及281X）。由於是該政策放寬後新界首條直達尖沙咀的全日路線，無綫電視節目「新聞透視」亦為81C線製作專題報導，可見九巴及社會各界對此政策放寬的重視。